# جيرهارد بوكوالد
جيرهارد بوكوالد (بالألمانية: Gerhard Buchwald)‏ هو طبيب باطني وطبيب ألماني، ولد في 15 فبراير 1920 في آيزنبرغ في ألمانيا، وتوفي في 19 يوليو 2009.